# Nikon vom Schwarzen Berg
Nikon vom Schwarzen Berg (* um 1025 in Konstantinopel; † um 1100 bei Antiochien) war ein griechischer Mönch und Schriftsteller.

## Leben
Nikon wurde um 1025 in Konstantinopel als Sohn angesehener Eltern geboren. Unter Kaiser Konstantinos IX. Monomachos leistete er Kriegsdienst im byzantinischen Heer. Sein Mönchsleben begann er in der Klostergründung des Metropoliten Lukas von Anazarbos in Kilikien. Danach wechselte er zum antiochenischen Patriarchen Theodosios III. (ca. 1057–1059), der ihm die Priesterweihe erteilte und ihn mit der Verbesserung der monastischen Disziplin in Syrien beauftragte. Nikon wurde Mönch im Kloster des Styliten Symeon d. J. auf dem Schwarzen Berge nördlich von Antiochien. Einige Jahre verbrachte er im Kloster der Jungfrau vom Granatapfel, für das er ein Typikon verfasste. Er starb auf dem Schwarzen Berg vermutlich wenige Jahre nach der Eroberung Antiochiens durch die Kreuzfahrer.
Seine Schriften stehen im Zusammenhang der von ihm betriebenen Klosterreform. Gegen griechische Kritik verteidigte Nikon die Rechtgläubigkeit der Georgier und der chalcedonensischen Armenier.

## Werke
- „Hermeneia“ (alias „Pandekten“), ein um 1065 entstandenes Florilegium, auch in das Kirchenslawische, Arabische und Äthiopische übersetzt.
- „Mikron Biblion“, eine Art kirchenrechtlicher Traktat, entstanden 1088, auch in das Arabische übersetzt.
- „Taktikon“, eine Sammlung der Typika und Briefe Nikons, verfasst um 1100, auch in das Kirchenschlawische und Arabische übersetzt.